# 斎藤聡 (自動車評論家)
斎藤 聡（さいとう さとし）は、自動車評論家。日本カーオブザイヤー選考委員、日本自動車ジャーナリスト協会会員。

## 来歴
約3年の自動車雑誌編集部員を経て独立。業界屈指の自動車評論家。車両への評価はもちろん、タイヤやサスペンションについても詳しい。特に自動車の運転に関する技術、操縦性に関する分析を得意とし、クルマを運転することの面白さ、楽しさを多くの人に伝え共有したいと考えている。業界内でも頼りにされている存在。試乗した評価を多数の自動車雑誌やWEB媒体に寄稿。タイヤに関する試乗レポートも得意。安全運転の啓蒙や普及のため、Audi Driving Experience（ADE）の公認インストラクターなど、自動車メーカーのセーフティ・ドライビング・スクールのインストラクイターを数十年務めるなど、わかりやすい解説も人気。日本自動車ジャーナリスト協会会員、日本カーオブザイヤー選考委員。